# The Story of Jonathan (singolo)
The Story of Jonathan è il diciassettesimo singolo degli W.A.S.P..
Registrata nel 1992, in realtà è una canzone recitata, con l'accompagnamento di chitarra, ed è la narrazione della vita di Jonathan Steele, il personaggio del concept-album "The crimson idol". È stata inclusa nel DVD omonimo dello stesso anno.

## Tracce
1. The Story of Jonathan - Part 1
2. The Story of Jonathan - Part 2

## Formazione
- Blackie Lawless – (voce narrante, chitarra)